# Bad Hall
Bad Hall – miasto uzdrowiskowe w Austrii, w kraju związkowym Górna Austria, w powiecie Steyr-Land, liczy 4857 mieszkańców (1 stycznia 2015).
W 1880 w tutejszym teatrze dyrygował 15-osobową orkiestrą młody Gustav Mahler.